# 13-й участок
13-й участок — чехословацкий фильм, снятый в 1945—1946 годах режиссера Мартина Фрича. Экранизация романа Эдуарда Фикера «Цинковая дорога».

## Сюжет
Инспектор Святополк Чадек из 13-го полицейского участка должен присматривать за выпущенным взломщиком сейфов по кличке Кот. Он справедливо полагает, что тот собирается присвоить последнюю добычу, которую не смогла найти полиция, и захочет отомстить Йозефу Карте, благодаря которому он оказался в тюрьме. Бывшая возлюбленная Кота проститутка Фрони безнадежно влюбляется в доктора Хрудимского и решает начать новую жизнь. Однако она отказывается помогать инспектору в поисках Кота и Карты. Оба мужчины исчезли в ночь смерти китайского торговца Ван-ли, позже, якобы отправленного на родину в цинковом гробу, как того требовала его вера.
На окраине города собаки выкапывают труп мужчины. Экспертиза показала, что это Ван-ли. Кто-то стреляет в Хрудимского, и только тогда Фрони начинает говорить. Она открывает Чадеку тайник в баре трактирщицы матери Клузанды, где прячется жена Ван-ли, любовницы Карты, и когда тот убил китайца, вместе с ним положила его труп в цинковый гроб и закопала тело Ван-ли…

## В ролях
- Ярослав Марван — участковый инспектор полиции Святополк Чадек
- Дана Медржицка — Франтишка Брабцова, по прозвищу Фрони, проститутка и танцовщица в баре.
- Милош Недбал — доктор Барак, комиссар полиции
- Элла Ноллова — мать Клузанда, трактирщица
- Бланка Валеска —Ван, вдова китайца
- Ярослав Шара — китаец Ван-Ли
- Ладислав Струна — Йозеф Карта младший, кассир
- Ян Спиргер — Йиржи Кочка, кассир
- Виллем Пфайффер — Карел Хрудимский, доктор медицины
- Владимир Главаты — 	Джиндра, официант
- Нора Цифкова — 	Ольга Главсова, невеста Хрудимского
- Вацлав Трегль — художник в баре
- Владимир Лераус — доцент кафедры патологии
- Владимир Ржепа — Детектив Драбоч
- Отто Рубик — Детектив Побожный
- Отомар Крейча — детектив
- Бедржих Боздех — Отец Йозеф
- Йозеф Кемр

## Съёмки
Работа над фильмом была начата ещё во времена протектората: в ноябре 1944 года, первые съёмки прошли в феврале 1945 года. Режиссёром изначально был Йозеф Холман, он же выступил соавтором сценария, однако, незадолго до окончания войны Холман, который состоял членом подпольной группы Сопротивления бежал в Словакию, его место занял Мартин Фрич. Вскоре съёмки стали невозможными из-за приближающегося фронта, налётов и перебоев с электричеством, работу над фильмом прекратили, съёмки возобновились только в августе 1945 года.
Премьера картины прошла в марте 1946 года, фильм вышел на экраны 8 кинотеатров Чехословакии. 
К концу 1980-х годов его посмотрели 3 711 167 зрителей во время 19 303 показов в кинотеатрах. 